# エリーザベト・シュヴァルツコップ
デイム・オルガ・マリア・エリーザベト・フリーデリケ・レッグ＝シュヴァルツコップ（Dame Olga Maria Elisabeth Friederike Legge-Schwarzkopf, DBE、1915年12月9日 - 2006年8月3日）は、ドイツ－英国の声楽家（ソプラノ）。音楽教育者。特にドイツ・オーストリアの歌曲の第一人者であり、モーツァルト、ワーグナー、リヒャルト・シュトラウスなどのオペラやオペレッタにおける優れた歌唱でも知られる。現在でも数多くの重要な音楽評論家、指揮者、声楽家たちなどから、20世紀後半を代表するソプラノ歌手の一人として、重要性はマリア・カラスに匹敵するとみなされている。
姓についてはシュヴァルツコップフまたはシュワルツコップと表記されることがある。
また、英国の市民権を得て、英国で叙勲されていることから、英語読みでデイム・エリザベス・シュワルツコフ, DBEと表記されることがある。

## 経歴

### ドイツでの若年期
ドイツ帝国・プロイセン王国ポーゼン州（現ポーランド、ヴィエルコポルスカ県）のヤロチン（独: Jarotschin, ポーランド語: Jarocin）で、ギムナジウムの教師フリードリヒ・シュヴァルツコップと妻エリーザベト（旧姓フレーリッヒ）の一人っ子として生まれた。幼少期から音楽に興味を持ち、歌の他にピアノ、ギター、ヴァイオリン、オルガンを習った。13歳の時に、マグデブルクで行われたグルックの『オルフェオとエウリディーチェ』の学校公演でエウリディーチェを歌った。
1933年、ナチスが政権を握った直後に、校長を務めていたシュヴァルツコップの父親は、彼の学校でのナチ党会議を拒否したため、当局により解任され、他の教育のポストに就くことも禁止された。17歳のエリーザベトはアビトゥーアを取得した後に医学の道に進んだ可能性があったが、解任された教師の娘として、大学 (Universität) に入ることを許されず、音楽の勉強を始めた。 
1934年、ベルリン高等音楽学校 (Berliner Hochschule für Musik)（現：ベルリン芸術大学）に入学し声楽を学んだ。最初はコントラルトとして出発し、ルーラ・ミシュ＝グマイナーに師事してメゾソプラノとなる訓練を受けた。後に歌手で名教師のマリア・イーヴォギュン、そしてハインリヒ・エゲノルフに師事し、コロラトゥーラ・ソプラノに転向した。また、ゲオルク・フォラートゥーンの歌曲の教室にも通った。
1938年4月15日、シャルロッテンブルクのドイツ・オペラハウス（現：ベルリン・ドイツ・オペラ）でワーグナー『パルジファル』の2番目の花の乙女を歌いデビューした。彼女はベルリンに4年間滞在しているが、1940年に芸術面での突破口が開いた。リヒャルト・シュトラウス『ナクソス島のアリアドネ』踊り子ツェルビネッタでのデビューの際、自身もコロラトゥーラ・ソプラノであるマリア・イーヴォギュンの関心を引き、イーヴォギュンはシュヴァルツコップを自分の個人的な門下生として、ソプラノのレパートリーと歌曲を教えた。同年にシュヴァルツコップはドイツ・オペラハウスとの完全契約を獲得したが、その条件はナチへの入党であった。
シュヴァルツコップは、ときには非難されたことでもあるが、自然な音色というものは重視しなかった。彼女が重視したのはそれぞれの曲に合った精緻な音色と想像力であった。彼女はイタリアオペラのように音色を変化させることはしなかった。最盛期には絶対的に正確な「イントネーション」を持ち合わせていた。彼女は晩年までそれを保持し続けた。

### ウィーンでの活躍
1942年には、カール・ベームのベルリン公演の際にベームの目にとまり、ウィーン国立歌劇場に招かれて契約した。そこで彼女は、モーツァルト『後宮からの誘拐』コンスタンツェを演じ、後にプッチーニ『ラ・ボエーム』ミミ、ヴェルディ『椿姫』ヴィオレッタを歌った。
シュヴァルツコップは、ドイツ帝国の宣伝大臣ヨーゼフ・ゲッベルスのために5本の長編映画に出演し、演技、歌、ピアノ演奏を披露している。

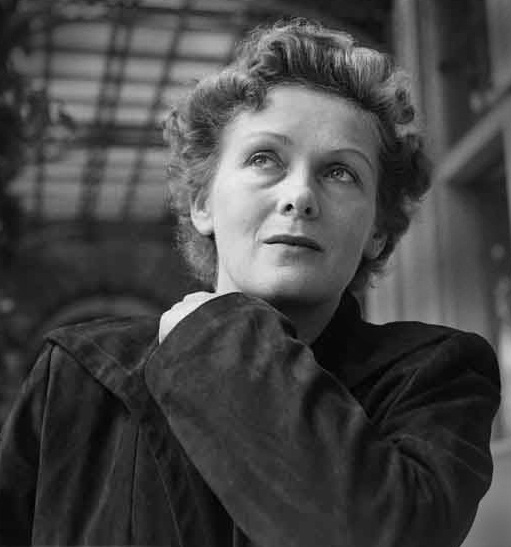
1948年ルツェルン音楽祭でのシュヴァルツコップ
Max Albert Wyss
- Stiftung Fotodokumentation Kanton Luzern

第二次世界大戦後、ウィーン国立歌劇場の代替会場だったアン・デア・ウィーン劇場で再びミミとヴィオレッタを演じた。ヨーゼフ・クリップスとヘルベルト・フォン・カラヤンは、彼女を中心として、高名なウィーン・モーツァルト＝アンサンブルを結成した。1947年と1948年のウィーン国立歌劇場のヨーロッパツアーでは、彼女は1947年9月16日にモーツァルト『ドン・ジョヴァンニ』ドンナ・エルヴィーラとしてロンドンのロイヤル・オペラ・ハウスに登場した。ロイヤル・オペラ・ハウスでの公式デビューは1948年1月16日に英語で歌われたモーツァルト『魔笛』パミーナということになっている。1948年にはミラノのスカラ座においてリヒャルト・シュトラウス『ばらの騎士』マルシャリン（元帥夫人）を演じ、これは彼女の代名詞というべき生涯で最も重要な役の一つとなった。
スカラ座への公式デビューは1950年6月29日のベートーヴェン『ミサ・ソレムニス』である。1950年代初頭には、シュヴァルツコップは生涯で唯一様々な役柄で主役を歌っている。ドビュッシー『ペレアスとメリザンド』メリザンド、ヘンデル『ヘラクレス』イオレ、グノー『ファウスト』マルグリート、ワーグナー『ローエングリン』エルザ、ピッコラ・スカラ座でのモーツァルト『コジ・ファン・トゥッテ』フィオルディリージなどである。1951年9月11日、ヴェネツィアのフェニーチェ劇場でストラヴィンスキー『放蕩児の遍歴』世界初演でアンを歌った。ザルツブルク音楽祭では、主にモーツァルトのオペラで定期的に出演し、バイロイト音楽祭にも出演。ベーム以外にもカラヤンやフルトヴェングラーともしばしば共演した。1952年にはマルシャリンをスカラ座においてカラヤンの指揮で歌い、成功を収めた。以来、この役は彼女を代表する役柄として定着した。1960年には映画（ライブ録音をもとに、映像は舞台上で別途再現撮影することで鮮明さを確保）も制作され、今なお名作としてDVDなどで親しまれている。また、各地で歌曲のリサイタルを数多く行った。1964年10月13日、マルシャリン役でメトロポリタン・オペラにデビュー。ジョージ・セル指揮のリヒャルト・シュトラウスの管弦楽付き歌曲『4つの最後の歌』の録音（1965年）は2020年現在でも伝説となって語り継がれている。

### ウォルター・レッグ
1946年3月、ヘルベルト・フォン・カラヤンは「音源探し」でウィーンにいた当時の英国EMI（„His Master’s Voice“, HMV）のプロデューサーでフィルハーモニア管弦楽団の創設者でもあるウォルター・レッグを若きシュヴァルツコップに紹介した。レッグはロッシーニ『セビリアの理髪師』ロジーナを歌うシュヴァルツコップを聴き、即座にレコード録音の契約を申し出た。しかし、当時から完全主義者だった彼女がきちんとオーディションをするよう自ら望むと、レッグは厳しいオーディションを行った。ヘルベルト・フォン・カラヤンがグランドピアノを弾き、オーディションに共同で加わった。ヴォルフの「誰がお前を呼んだのか」（Wer rief dich denn?：『イタリア歌曲集』中の1曲）を繰り返し様々な表情で歌わせるというもので、これを1時間以上も続けたという。カラヤンはあまりの執拗さに、レッグに対し「あなたは余りにもサディスティックだ」と言い置いて立ち去った。しかし、シュヴァルツコップはレッグの要求以上の才能を見せ、2人はその夜EMIへの専属録音契約を交わした。それ以来レッグは彼女のマネージャーと音楽上のパートナーを務め、仕事上の協力関係は個人的な関係にも発展し、1953年10月19日にイギリスのサリー州のエプソムで2人は結婚した。レッグとの共同作業によって、彼女は、クールで「銀」の滑らかさ、超越的な美しい声質、微妙なニュアンス、そして同時代の偉大な歌手たちとは常に少し距離を置いた演奏という、紛れもない独自の歌唱スタイルを形成していった。彼女のレパートリーは常に19世紀と後期ロマン派のドイツ歌曲の伝統に忠実であった。
レッグの助言により、シュヴァルツコップはその後、舞台のレパートリーを一部の主役のみに絞っていった。『ドン・ジョヴァンニ』ドンナ・エルヴィーラ、モーツァルト『フィガロの結婚』伯爵夫人、『コジ・ファン・トゥッテ』フィオルディリージ、リヒャルト・シュトラウス『カプリッチョ』伯爵令嬢マドレーヌ、『ばらの騎士』マルシャリン。ときにはヴェルディ『ファルスタッフ』アリーチェ・フォードも歌い好評を博した。ただし、EMIレーベルでは、フランツ・レハール『メリー・ウィドウ』やヨハンシュトラウス2世『ジプシー男爵』など、いくつかの「シャンパンオペレッタ」の録音を行っている。 
1958年にBBCの『デザート・アイランド・ディスク』で8つのお気に入りのレコードを選ぶように招かれたシュヴァルツコップは、自分の録音のうち7つと、8番目にカラヤンが指揮した『ばらの騎士』の前奏曲を選び、一緒に仕事をした人たちとの思い出を呼び起こした。

### 別れ
シュヴァルツコップは1971年12月31日、ブリュッセルのモネ劇場で当たり役であるマルシャリン（第一幕のみ）で最後のオペラに出演した。以後、彼女はドイツ歌曲に専念し、1979年3月17日にチューリッヒで最後のリサイタルを行った。
同日、ウォルター・レッグは深刻な心臓発作を起こした。 彼は安静にするようにという医師の指示を無視し、当日のチューリッヒでのシュヴァルツコップの最後のリサイタルに出席した。 5日後、彼は亡くなった。

### 声楽の教育者
1980年代になると、シュヴァルツコップはマスタークラスで歌を教え始めた。彼女は自分自身に課していたものと同様な冷徹な厳酷さを生徒たちにも課し、明瞭なアーティキュレーションとフレージング、声の完成度を限りなく求めようとした。彼女が恐れられたのと同じくらい、レッスンによって得られる知識やスキルは垂涎の的となっていた。 彼女はマスタークラスで500人近くの歌手を指導した。門下生には、クリスティアン・ゲルハーヘル、トーマス・ハンプソン、マティアス・ゲルネ、ハンス＝ギュンター・ドッツァウアー、ヨゼフィーネ・ピラース・デ・ピラー、シモーネ・ケルメス、コルネリウス・ハウプトマン、アネット・イリク、アガ・ミコライなどがいる。日本人では白井光子と小濱妙美がシュヴァルツコップの教えを受けている。なお、ピアニストの大場俊一が伴奏と通訳を務めていた。
2002年からはフォアアールベルクに住み、個人レッスンを続けた。1988年にシュトゥットガルトのフーゴ・ヴォルフ・アカデミーで行われた2回目のマスタークラス、2003年にウィーンで行われたフーゴ・ヴォルフの歌曲による最後のマスタークラスの様子は映像で記録されている。彼女の90歳の誕生日には、バリトンのマティアス・ゲルネが、エリック・シュナイダーをピアノに迎え、彼女が選んだフーゴ・ヴォルフ歌曲によりホーヘネムスでリサイタルを行った。

### ナチス入党による批判
オーストリアの歴史家オリファー・ラートコルプの1982年の論文で取り上げられて以来、シュヴァルツコップとナチスとの関係はメディアや専門家の文献で繰り返し取り上げられてきた。シュヴァルツコップは、戦後間もない時期と1980年代、1990年代に行われた暴露に対して事実に反する発言をし、とりわけ1940年以降のナチス入党（党員番号7,548,960）を最初は否定し、その後、様々な発言でそれを撤回し自己弁護したことが批判されてきた。一例として、彼女は教育者の地位を失った父親のアドバイスに従って入党しただけだと発言した。しかし批評家たちは、シュヴァルツコップはナチス時代の典型的な従属例であり、単なる経歴至上主義だとして非難した。
他の出版物では、彼女が武装親衛隊のパーティーイベントや駐屯中の部隊の前で演奏していることが言及されている。シュヴァルツコップの擁護者たちは、彼女が常に芸術と政治を厳密に分離しており、彼女自身は政治的な人間ではないと主張している。2006年8月4日の追悼記事で、FAZは次のように総括している「彼女が自分の過ちを隠蔽していたことは、問題が公になったとき、ナチスの文化体制の受益者であったこと以上に非難された」。

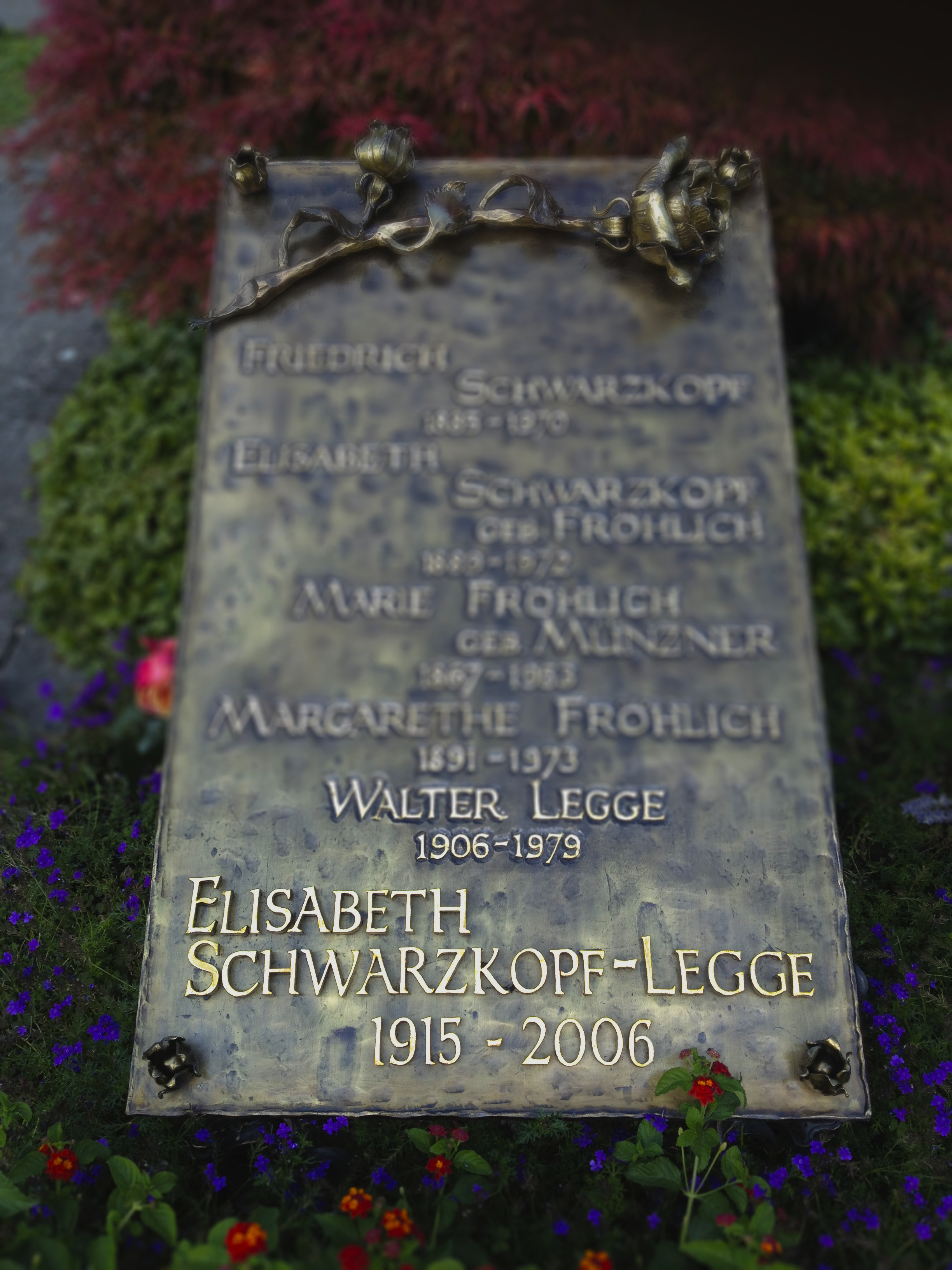
ツミコンの墓標

### 死去
2006年8月3日、オーストリア西部のフォアアールベルク州シュルンスの自宅で90歳で死去した。死因は明らかにされていない。彼女の遺骨は、1982年から2003年まで住んでいたチューリッヒ近郊のツミコンに、夫のウォルター・レッグと一緒に家族の墓に埋葬された。彼女が書いた遺書は、ホーヘネムスのシューベルティアーデ・フォアアールベルクのエリザベート・シュヴァルツコップ博物館で見ることができる。博物館は2011年8月に開館した。

## 評価
彼女のディスコグラフィーは質、量ともにかなりのもので、モーツァルトとリヒャルト・シュトラウスのオペラの描写、リヒャルト・シュトラウスの『4つの最後の歌』の録音、リートの録音、特にヴォルフの録音などで知られている。特にヴォルフに関しては「リート歌手としての私の使命は、ヴォルフを歌うことにあるような気がする」と自ら語っているほどである。
オペレッタの録音にも非常に熱心で、オットー・アッカーマンとカラヤン（『こうもり』のみ）の指揮のもと、全曲録音6点とアリア集を残し、EMIの名物シリーズの礎を築いた。『メリー・ウィドウ』はマタチッチ指揮でステレオ再録音も行った。
他人を誉めることは少なかったが、フィッシャー＝ディースカウを「神のような存在」、白井光子とハルトムート・ヘルのリート・デュオに「世界最高の音楽家夫婦」と賛辞を送っている。フィッシャー＝ディースカウとは理知的な歌唱、技術の高さ、広範なレパートリーでドイツ声楽界をリードした業績などが男女の双璧といわれるが、ドイツ語に強い誇りとこだわりを持つ点も共通している。言葉のニュアンスを十分理解せずに歌う行為を嫌い、自身も外国語の歌唱には比較的慎重であった。
シュヴァルツコップは、20世紀の最も偉大なドイツのリリックソプラノであり、「描写できないほど美しい」声を持つ最高の歌手の一人であると一般的に考えられている。
シュヴァルツコップの「オペラ歌手のグローブ・ブック」には次のように書かれている。"彼女はナチに所属していたことを職業上必要だったまでとしたが、彼女の評判は、活発な党員であったと思われることによって汚されたままである。"

## 受賞歴（抜粋）
- 1950：リリー＝レーマン＝メダル、ザルツブルク
- 1959：第1回「オルフェオ・ドーロ」、マントヴァ
- 1961：レコード普及協会エジソン賞、アムステルダム
- 1961：ドイツの宮廷歌手
- 1964：スウェーデン王立音楽アカデミー名誉会員
- 1967：ストックホルムテレビ賞（最優秀ヨーロッパ・ソプラノ賞）
- 1969：パリのリリック・ディスクアカデミーの「Orphée d'or」レコード賞
- 1971：フーゴ＝ヴォルフ＝メダル
- 1974：ドイツ連邦共和国功労勲章大功労十字章
- 1982：フランクフルト市のモーツァルト＝メダル
- 1983：ウィーン国立歌劇場名誉会員、宮廷歌手
- 1986：芸術文化勲章コマンドゥール（フランス）
- 1991：ユネスコのモーツァルト＝メダル
- 2002：連邦首都ウィーン名誉勲章
- 2006：エコー賞（ライフワークに対して）
- 2012：グラモフォンの殿堂[29]

1964年、スウェーデン国王グスタフ6世アドルフは彼女に "Litteris et artibus" の勲章を授与した。1983年には、科学と芸術のためのプール・ル・メリット勲章を授与された。1990年にはバーデン＝ヴュルテンベルク州の教授に任命された。また、シュヴァルツコップは、ケンブリッジ大学（1976年）、アメリカン大学（1982年）、グラスゴー大学（1990年）から名誉博士号を授与されている。1992年、イギリス女王エリザベス2世はシュヴァルツコップを大英帝国勲章のデイム司令官として叙勲し、DBE (Dame Commander of the Most Excellent Order of the British Empire) の称号（ナイト爵に相当し、女性に与えられる）を授与した。

## 代表的なレパートリー

### オペラ
- モーツァルト : 『フィガロの結婚』の伯爵夫人、『ドン・ジョヴァンニ』のドンナ・エルヴィーラ、『コジ・ファン・トゥッテ』のフィオルディリージ
- ヴェルディ : 『ファルスタッフ』のアリーチェ・フォード
- リヒャルト・シュトラウス『ばらの騎士』のマルシャリン（元帥夫人）、『カプリッチョ』の伯爵夫人

### 歌曲
（作曲者名のみ）
- モーツァルト
- シューベルト
- シューマン
- ブラームス
- マーラー
- ヴォルフ
- リヒャルト・シュトラウス

など

## ディスコグラフィー
※音源は日本版Amazonだけでも1,000件以上にのぼり、下記はほんの一部にすぎない。

### オペラ・オペレッタ全曲
- 『後宮からの誘拐』（1945年9月6日ラジオ放送、Gala）ルドルフ・モラルト指揮
- 『フィガロの結婚』（1950、コロムビア＝EMI）ヘルベルト・フォン・カラヤン指揮ウィーン・フィルハーモニー管弦楽団演奏：エーリッヒ・クンツ（フィガロ）、イルムガルト・ゼーフリート（スザンナ）、ジョージ・ロンドン（アルマヴィーヴァ伯爵）、シュヴァルツコップ（伯爵夫人）、セーナ・ユリナッチ（ケルビーノ）、エリーザベト・ヘンゲン（ドイツ語版）（マルチェリーナ）
- 『ニュルンベルクのマイスタージンガー』（1951年7～8月バイロイト音楽祭、コロムビア＝EMI/Naxos）ヘルベルト・フォン・カラヤン指揮
- 『ディドとエネアス』（1952、HMV＝EMI）ジェレイント・ジョーンズ指揮マーメイド管弦楽団演奏：キルステン・フラグスタート（ディド）、シュヴァルツコップ（ベリンダ）
- 『メリー・ウィドウ』（1953、コロムビア＝EMI）オットー・アッカーマン指揮フィルハーモニア管弦楽団演奏：シュヴァルツコップ（ハンナ）、エーリッヒ・クンツ（ダニロ）、ニコライ・ゲッダ（カミーユ）、エミー・ローゼ（ドイツ語版）（ヴァランシェンヌ）
- 『ヘンゼルとグレーテル』（1953、コロムビア＝EMI）ヘルベルト・フォン・カラヤン指揮フィルハーモニア管弦楽団演奏：エリーザベト・グリュンマー（ドイツ語版）（ヘンゼル）、シュヴァルツコップ（グレーテル）、ヨーゼフ・メッテルニヒ（ドイツ語版）（ペーター）
- 『微笑みの国』（1953、コロムビア＝EMI）オットー・アッカーマン指揮フィルハーモニア管弦楽団演奏：シュヴァルツコップ（リーザ）、ニコライ・ゲッダ（スー・チョン）、エーリッヒ・クンツ（グストル）、エミー・ローゼ（ミー）
- 『ウィーン気質』（1954、コロムビア＝EMI）オットー・アッカーマン指揮フィルハーモニア管弦楽団演奏：ニコライ・ゲッダ（ツェドラウ伯爵）、シュヴァルツコップ（ガブリエーレ）、エーリッヒ・クンツ（ヨーゼフ）、エリカ・ケート（ドイツ語版）（フランツィスカ）、エミー・ローゼ（ペピ）
- 『ヴェネツィアの一夜』（1954、コロムビア＝EMI）オットー・アッカーマン指揮フィルハーモニア管弦楽団演奏：ニコライ・ゲッダ（グイド）、シュヴァルツコップ（アンニーナ）、エミー・ローゼ（チボレッタ）
- 『コジ・ファン・トゥッテ』（1954、コロムビア＝EMI）ヘルベルト・フォン・カラヤン指揮フィルハーモニア管弦楽団演奏：シュヴァルツコップ（フィオルディリージ）、ナン・メリマン（英語版）（ドラベッラ）、リーザ・オットー（ドイツ語版）（デスピーナ）、レオポルド・シモノー（フランス語版）（フェルランド）、ロランド・パネライ（グリエルモ）、セスト・ブルスカンティーニ（ドン・アルフォンソ）
- 『ナクソス島のアリアドネ』（1954、コロムビア＝EMI）ヘルベルト・フォン・カラヤン指揮フィルハーモニア管弦楽団演奏：シュヴァルツコップ（アリアドネ）、イルムガルト・ゼーフリート（作曲家）、リタ・シュトライヒ（ドイツ語版）（ツェルビネッタ）、ルドルフ・ショック（バッカス）、ヘルマン・プライ（道化師）
- 『ジプシー男爵』（1954、コロムビア＝EMI）オットー・アッカーマン指揮フィルハーモニア管弦楽団演奏：ニコライ・ゲッダ（シャーンドル）、シュヴァルツコップ（ザッフィ）、ヘルマン・プライ（ホモナイ伯爵）、エーリッヒ・クンツ（カールマーン）、エリカ・ケート（アルゼーナ）
- 『こうもり』（1955、コロムビア＝EMI）ヘルベルト・フォン・カラヤン指揮フィルハーモニア管弦楽団演奏：ニコライ・ゲッダ（アイゼンシュタイン）、シュヴァルツコップ（ロザリンデ）、ヘルムート・クレプス（ドイツ語版）（アルフレート）、リタ・シュトライヒ（アデーレ）
- 『バグダードの理髪師』（1956、コロムビア＝EMI）エーリヒ・ラインスドルフ指揮フィルハーモニア管弦楽団演奏：シュヴァルツコップ（マルジアーナ）、ニコライ・ゲッダ（ヌレッディン）、ヘルマン・プライ（カリフ）
- 『ファルスタッフ』（1956、コロムビア＝EMI）ヘルベルト・フォン・カラヤン指揮フィルハーモニア管弦楽団演奏：ティート・ゴッビ（ファルスタッフ）、ルイジ・アルヴァ（フェントン）、ロランド・パネライ（フォード）、ニコラ・ザッカリア（ピストーラ）、シュヴァルツコップ（アリーチェ）、アンナ・モッフォ（ナンネッタ）、フェドーラ・バルビエーリ（イタリア語版）（クイックリー夫人）、ナン・メリマン（メグ）
- 『賢い女』（1956、コロムビア＝EMI）ヴォルフガング・サヴァリッシュ指揮フィルハーモニア管弦楽団演奏：シュヴァルツコップ（賢い娘）、ヘルマン・プライ（第2の浮浪者）
- 『ばらの騎士』（1956、コロムビア＝EMI）ヘルベルト・フォン・カラヤン指揮フィルハーモニア管弦楽団演奏：シュヴァルツコップ（元帥夫人）、クリスタ・ルートヴィヒ（オクタヴィアン）、テレサ・スティッチ＝ランドール（英語版）（ゾフィー）、オットー・エーデルマン（オックス男爵）、エバーハルト・ヴェヒター（ファニナル）、ニコライ・ゲッダ（イタリア人歌手）、リューバ・ヴェリッチュ（ドイツ語版）（マリアンネ）
- 『トゥーランドット』（1957、コロムビア＝EMI）トゥリオ・セラフィン指揮ミラノ・スカラ座管弦楽団演奏：マリア・カラス（トゥーランドット）、エウジェニオ・フェルナンディ（イタリア語版）（カラフ）、シュヴァルツコップ（リュー）、ニコラ・ザッカリア（ティムール）、マリオ・ボリエッロ（ピン）、ピエロ・デ・パルマ（ポン）
- 『カプリッチョ』（1957、コロムビア＝EMI）ヴォルフガング・サヴァリッシュ指揮フィルハーモニア管弦楽団演奏：シュヴァルツコップ（マドレーヌ）、ニコライ・ゲッダ（フラマン）、ディートリヒ・フィッシャー＝ディースカウ（オリヴィエ）、ハンス・ホッター（ラ・ロッシュ）、クリスタ・ルートヴィヒ（クレロン）、アンナ・モッフォ（イタリア人歌手）
- 『ドン・ジョヴァンニ』（1959、コロムビア＝EMI）カルロ・マリア・ジュリーニ指揮フィルハーモニア管弦楽団演奏：エバーハルト・ヴェヒター（ドン・ジョヴァンニ）、ジョーン・サザーランド（ドンナ・アンナ）、ルイジ・アルヴァ（ドン・オッターヴィオ）、シュヴァルツコップ（ドンナ・エルヴィーラ）、ジュゼッペ・タッデイ（レポレッロ）、ピエロ・カプッチルリ（マゼット）、グラツィエラ・シュッティ（ツェルリーナ）
- 『フィガロの結婚』（1959、コロムビア＝EMI）カルロ・マリア・ジュリーニ指揮フィルハーモニア管弦楽団演奏：ジュゼッペ・タッデイ（フィガロ）、アンナ・モッフォ（スザンナ）、エバーハルト・ヴェヒター（アルマヴィーヴァ伯爵）、シュヴァルツコップ（伯爵夫人）、フィオレンツァ・コッソット（ケルビーノ）、ピエロ・カプッチルリ（アントニオ）
- 『魔笛』（1960、HMV＝EMI）オットー・クレンペラー指揮フィルハーモニア管弦楽団演奏：ニコライ・ゲッダ（タミーノ）、ヴァルター・ベリー（パパゲーノ）、グンドゥラ・ヤノヴィッツ（パミーナ）、ルチア・ポップ（夜の女王）、シュヴァルツコップ（第一の侍女）、クリスタ・ルートヴィヒ（第二の侍女）
- 『メリー・ウィドウ』（1962、HMV＝EMI）ロヴロ・フォン・マタチッチ指揮フィルハーモニア管弦楽団演奏：シュヴァルツコップ（ハンナ）、エバーハルト・ヴェヒター（ダニロ）、ニコライ・ゲッダ（カミーユ）、ハニー・シュテフェク（ヴァランシェンヌ）
- 『コジ・ファン・トゥッテ』（1962、HMV＝EMI）カール・ベーム指揮フィルハーモニア管弦楽団演奏：シュヴァルツコップ（フィオルディリージ）、クリスタ・ルートヴィヒ（ドラベッラ）、ハニー・シュテフェク（デスピーナ）、アルフレード・クラウス（フェルランド）、ジュゼッペ・タッデイ（グリエルモ）、ヴァルター・ベリー（ドン・アルフォンソ）
- 『ホフマン物語』（1964、HMV＝EMI）アンドレ・クリュイタンス指揮パリ音楽院管弦楽団演奏：ニコライ・ゲッダ（ホフマン）、ジャンナ・ダンジェロ（英語版）（オランピア）、シュヴァルツコップ（ジュリエッタ）、ビクトリア・デ・ロス・アンヘレス（アントニア）、ジョージ・ロンドン（コッペリウス）、エルネスト・ブラン（ダペルトゥット）

### 歌曲・コンサート等
- 『エリーザベト・シュヴァルツコップが歌うシューベルト、シューマン、リヒャルト・シュトラウスの歌曲』（EMI）
- 『4つの最後の歌、アラベラ（ハイライト）』（1953/54、EMI/Naxos）アッカーマン、マタチッチ指揮フィルハーモニア管弦楽団演奏
- 『レクイエム (ヴェルディ)』（1954、EMI）ビクトル・デ・サバタ指揮ミラノ・スカラ座オーケストラ＆合唱団：エリーザベト・シュヴァルツコップ、オラリア・ドミンゲス（スペイン語版、英語版）、ジュゼッペ・ディ・ステファーノ、チェーザレ・シエピ
- 『トロイラスとクレシダ（ハイライト）』（1955、EMI）ウィリアム・ウォルトン指揮フィルハーモニア管弦楽団演奏：リチャード・ルイス（トロイラス）、シュヴァルツコップ（クレシダ）
- 『モーツァルト16の歌曲』（1955、EMI）エリーザベト・シュヴァルツコップ（ソプラノ）、ヴァルター・ギーゼキング（ピアノ）
- 『カーネギー・ホール・リサイタル』（1956、EMI）"Great Performances of the Century", 1989[32]
- 『フーゴ・ヴォルフ：ゲーテ歌曲集』（1956/57、EMI）エリーザベト・シュヴァルツコップ（ソプラノ）、ジェラルド・ムーア（ピアノ）
- 『ミサ・ソレムニス (ベートーヴェン) 』（1958）ヘルベルト・フォン・カラヤン指揮ロンドン交響楽団演奏：エリーザベト・シュヴァルツコップ、クリスタ・ルートヴィヒ、ニコライ・ゲッダ等
- 『ヴォルフ、シューベルト、シュトラウス、パーセル、アルネ＆クィルターの歌曲』（1958、RIASアーカイブ）エリーザベト・シュヴァルツコップ（ソプラノ）、ミヒャエル・ラウハイゼン（ピアノ）
- 『エリーザベト・シュヴァルツコップが歌うオペレッタ：ヨハン・シュトラウス、カール・ツェラー、カール・ミレッカー、フランツ・レハールほか』（1959、EMI）オットー・アッカーマン指揮
- 『マタイ受難曲』（1961、Warner Classics）オットー・クレンペラー指揮フィルハーモニア管弦楽団演奏
- 『ドイツ・レクイエム』（1961、EMI）オットー・クレンペラー指揮フィルハーモニア管弦楽団演奏：エリーザベト・シュヴァルツコップ（ソプラノ）、ディートリヒ・フィッシャー＝ディースカウ（バリトン）
- 『レクイエム (ヴェルディ) 』（1964、EMI）カルロ・マリア・ジュリーニ指揮フィルハーモニア管弦楽団演奏：エリーザベト・シュヴァルツコップ、クリスタ・ルートヴィヒ、ニコライ・ゲッダ、ニコライ・ギャウロフ
- 『ザ・ベスト・オブ・シュヴァルツコップ』（1952,1955,1956,1965、EMI）ヴァルター・ギーゼキング、ジェラルド・ムーア、エドヴィン・フィッシャー、ジェフリー・パーソンズ（ピアノ）
- 『フーゴ・ヴォルフ：イタリア歌曲集』（1965/66、EMI）エリーザベト・シュヴァルツコップ（ソプラノ）、ディートリヒ・フィッシャー＝ディースカウ（バリトン）、ジェラルド・ムーア（ピアノ）
- 『フーゴ・ヴォルフ：スペイン歌曲集』（1966/67、DG）エリーザベト・シュヴァルツコップ（ソプラノ）、ディートリヒ・フィッシャー＝ディースカウ（バリトン）、ジェラルド・ムーア（ピアノ）
- 『4つの最後の歌と12のオーケストラ伴奏の歌曲』（1965/1969、EMI）ジョージ・セル指揮ベルリン放送交響楽団/ロンドン交響楽団演奏：エリーザベト・シュヴァルツコップ（ソプラノ）

## フィルモグラフィー
- 『エリーザベト・シュヴァルツコップ － 歌手の肖像』ヴォルフ＝エバーハルト・フォン・レヴィンスキー監督作品。制作：ザールラント放送。1985年12月の70歳の誕生日を記念してDas Ersteで放送
- 『執拗な芸術 ー エリーザベト・シュヴァルツコップによる歌曲のマスタークラス』シルトス・J・ドレーハー監督作品、92分、シュトゥットガルト 1988年、南ドイツ放送。短縮版（60分）は南西ドイツ放送3、スイス放送、クラシカで放送。原題『厳しくしたくはありませんが、E.シュヴァルツコップの教えは一番の近道であり、後には変わるのです』6つのレッスンから成る。例：「声の出し方」「レガート」「文章の理解」「ピアノの弾き方」。最後の「遺産」は30分のインタヴュー。
- 『「聞こえました！」エリーザベト・シュヴァルツコップがフーゴ・ヴォルフの歌曲を教える』ノルベルト・バイルハルツ監督作品、60分、製作：南西ドイツ放送、初回放送：2003年10月12日[33][34]
- 『国際フーゴ＝ヴォルフ＝アカデミー＝シュトゥットガルトのウィーンにおける最後のマスタークラスのドキュメンタリ－』出演：エフゲニア・グレコワ、ラドゥ・コヨカリウ、グンドゥラ・シュナイダー、アグスト・オラフソン、ヤエ・ユン・リー。ハルトムート・ヘル（ピアノ）ー『エリーザベト・シュヴァルツコップ・マスタークラス』は同じ映画を15分短縮したもの。
- 『ばらの騎士』パウル・ツィンナー監督映画。ヘルベルト・フォン・カラヤン指揮：シュヴァルツコップ、エーデルマン、ユリナッチ、クンツ、ローテンベルガー。ザルツブルク 1960年 192分 DVD
- 『エリーザベト・シュヴァルツコップ。ウィーンの夕べ』ヴィリー・ボスコフスキー指揮：1963年10月31日のウィーンのリサイタルの記録、ラジオ・カナダ、DVD、白黒、49分、フォーマット4:3、NTSC、地域コードに注意。エリーザベト・シュヴァルツコップが歌う『ウィーン気質』『怒らないで』『チロルでは薔薇が贈り物』『ヴィリヤの歌』『ウィーンはウィーン』
- 『エリーザベト・シュヴァルツコップ ソプラノ コンサートの記録』1961年ロンドン、1970年ロンドン（ピアノ：ジェラルド・ムーア）、1967年パリ（指揮者：ベリスラフ・クロブチャール）一部白黒。DVD MEDICIC ARTS NTSC
- R. フェルナウ、ハインリッヒ・ゲオルゲとの共演による長編映画 "Derteidiger hat das Wort" （ドイツ、1943年／1944年）と、1939年／1940年の短編映画 "Das Mädchen von Saint Coeur" （どちらもベルリン＝ヴィルマーズドルフの連邦映画アーカイヴズに保管。ムルナウ財団が権利を保有）への参加
- 『フィルムポートレート』アラン・ベンソン監督1986年イギリス映画。60分。エリーザベト・シュヴァルツコップが自分の人生とキャリアについて語る。オールドバラでのマスタークラスの感想で映画が完結する。
- 『エリーザベト・シュヴァルツコップ・マスタークラス』ドイツ、2000年、60分。彼女が最後のマスタークラスでロシアの歌手エフゲニア・グレコワをどのように指導したか見ることができる。二人は一緒にモーツアルトのパミーナを練習している。
- アウグスト・エファーディングとの対談。Da Capo。初回放送 1986年5月17日 60分
- カール・レーブルとの対談。2004年12月12日、ウィーン国立歌劇場からの生中継。55分